# Corchorus argillicola
Corchorus argillicola är en malvaväxtart som beskrevs av Moeaha och P.J.D.Winter. Corchorus argillicola ingår i släktet Corchorus och familjen malvaväxter. Inga underarter finns listade i Catalogue of Life.